# Soma (Burkina Faso)
Pour les articles homonymes, voir Soma.
Ne doit pas être confondu avec Soma-Peulh.
Soma est un village du département et la commune rurale de Padéma, situé dans la province du Houet et la région des Hauts-Bassins au Burkina Faso.

## Géographie

### Démographie
- En 2006, le village comptait 4 008 habitants recensés[1].

## Éducation et santé
Le centre de soins le plus proche de Soma est le centre de santé et de promotion sociale (CSPS) de Banwali.